# Crassula gemmifera
Crassula gemmifera là một loài thực vật có hoa trong họ Crassulaceae. Loài này được Friedrich miêu tả khoa học đầu tiên năm 1979.